# Tigridia pavonia
Tigridia pavonia là một loài thực vật có hoa trong họ Diên vĩ. Loài này được (L.f.) DC. miêu tả khoa học đầu tiên năm 1802.